# Comité Internacional de la Cuarta Internacional
El Comité Internacional de la Cuarta Internacional (CI-CI) se originó, en 1953, como una facción pública de la Cuarta Internacional, por una serie de secciones nacionales de la Cuarta Internacional que no estaban de acuerdo con el rumbo del Secretariado Internacional de la Cuarta Internacional dirigido en ese momento por Michel Pablo y Ernest Mandel. El Comité fue coordinado por la sección estadounidense, el Socialist Workers Party (SWP), dirigido por James P. Cannon, e incluía la sección británica, dirigida por Gerry Healy, y el Parti Communiste Internationaliste (PCI) (Francia), dirigido por Pierre Lambert. Grupos trotskistas en varios otros países, especialmente en Suiza, China, Canadá y Nahuel Moreno (líder trotskista en Argentina, que sería el principal dirigente del Secretariado Latinoamericano del Trotskismo Ortodoxo (SLATO), que en 1957 tendría secciones en Argentina, Chile y Perú; en 1964, los partidarios de Moreno abandonaron el CI-CI para integrarse en el Secretariado Unificado de la Cuarta Internacional).
En la actualidad, el Comité Internacional de la Cuarta Internacional (CI-CI) es el nombre de una internacional trotskista con secciones denominadas como: Socialist Equality Party que mantiene el World Socialist Web Site, dirigido por David North.

## Carta Abierta
La declaración fundacional de la agrupación fue una carta abierta, publicada el 16 de noviembre de 1953, del Comité Nacional del SWP que describía las disputas que tenía con la facción de Pablo dentro del Secretariado Internacional de la Cuarta Internacional. Reiteró lo que vio como los principios básicos del trotskismo y calificó la dirección de la facción "Pabloite" como "revisionista", alegando que esto llevaría a la liquidación del programa trotskista.
Como ejemplo, la carta explicaba que Pablo expulsó a la mayoría de la sección francesa de la Internacional, porque no estaban de acuerdo con la política de la Internacional de trabajar dentro del Partido Comunista Francés. Esta política fue descrita como una de entrismo sui generis, entrismo de un tipo especial, en el que los trotskistas debían unirse a los partidos de masas estalinistas o socialistas con una perspectiva a largo plazo de trabajar dentro de ellos.
La Carta Abierta continuaba explicando que, desde el punto de vista del SWP, lo que describía como revisionismo pablista era el resultado de una falta de confianza en las capacidades revolucionarias de la clase trabajadora y una evaluación impresionista, demasiado positiva, de la fuerza y las perspectivas de estalinismo. Los partidarios de la Carta Abierta leyeron esto para sugerir que habría "siglos de estados obreros deformados", y esta frase a menudo se atribuye erróneamente a Pablo o a su formulación de lo que se llamó la tesis guerra-revolución.
El CI-CI vio esto como un abandono de los principios por los que Trotsky luchó desde el ascenso de Hitler y el consiguiente establecimiento de la Cuarta Internacional. Los fundadores del CI-CI querían que la Internacional mantuviera su independencia organizativa como el partido mundial de la clase trabajadora, afirmando que las políticas de Pablo los convertirían en adjuntos de los estalinistas. Las tácticas de mano dura de su facción de eliminar a los miembros que no estaban de acuerdo con sus revisiones radicales hicieron que el compromiso pareciera imposible.
Un extracto de la parte final de la "Carta Abierta" dice:
"En resumen: las líneas de división entre el revisionismo de Pablo y el trotskismo ortodoxo son tan profundas que no es posible ningún compromiso ni política ni organizativamente. La facción de Pablo ha demostrado que no permitirá que se alcancen decisiones democráticas que reflejen verdaderamente la opinión de la mayoría. Exigen completa sumisión a su política criminal. Están decididos a expulsar a todos los trotskistas ortodoxos de la Cuarta Internacional o a amordazarlos y esposarlos".
"Su esquema ha sido inyectar su conciliacionismo estalinista poco a poco y también poco a poco, deshacerse de los que vienen a ver lo que está pasando y ponen objeciones".
El 23 de noviembre de 1953, el Parti Communiste Internationaliste organizó en París la primera reunión del Comité Internacional de la Cuarta Internacional.

## Entre la creación del Comité Internacional y la creación del Secretariado Unificado (1953 – 1963)
A los ojos del CI-CI, el entrismo pablista sui generis significaba liquidacionismo o disolución permanente de las secciones nacionales de la Cuarta Internacional en los Partidos Comunistas en todos los países. Después de que el CI-CI se retirara de la Cuarta Internacional (Secretariado Internacional), en 1953, muchas secciones del Secretariado Internacional de la Cuarta Internacional (SI-CI) ingresaron a los partidos comunistas.
Sin embargo, más tarde quedó claro que las secciones del SI-CI no se disolvieron ni entraron de forma permanente. Sin embargo, la trayectoria política del SI-CI llevó a sus secciones a errores y, en un caso, a la participación en gobiernos burgueses cuando, en 1964, el Lanka Sama Samaja Party (LSSP) ingresó al gobierno de Sri Lanka y fue expulsado de la Cuarta Internacional.
Algunas secciones del CI-CI han practicado políticas de entrada temporal, pero enfatizaron continuamente a sus miembros que se trataba de un movimiento a corto plazo. Mantuvieron, sin embargo, el principio de que sólo la Cuarta Internacional, como organización conscientemente marxista de la clase obrera, puede dirigir la revolución mundial.
En 1953, el líder trotskista argentino Nahuel Moreno rompe con la Cuarta Internacional y se une al CI-CI, donde sería el principal dirigente del Comité Latinoamericano (CLA), que, en 1954, tendría secciones en Argentina (Partido Obrero Revolucionario), Chile (Partido Obrero Revolucionario, dirigido por Humberto Valenzuela) y Perú (Partido Obrero Revolucionario, dirigido por Félix Zevallos, que más tarde adquiriría relevancia gracias a la obra de Hugo Blanco Galdós).
En marzo de 1957, se realizó en Lima (Perú) la "Primera Conferencia del Trotskismo Ortodoxo Latinoamericano" (TOLA), en el que fue aprobado el "Manifiesto del Trotskisrno Ortodoxo Latinoamericano" y se creó el Secretariado Latinoamericano del Trotskismo Ortodoxo (SLATO).
En 1958, Moreno representó al SLATO en el Congreso de 1958 del CI-CI, celebrado en Leeds, Gran Bretaña.
En 1960, se realizó el "Congreso del Trotskismo Ortodoxo Latinoamericano" en Santiago de Chile.
En 1961, el SLATO envió a varios activistas a Lima (Perú) para apoyar las actividades de Hugo Blanco Galdós. Sin embargo, el movimiento fue derrotado después de que la policía vinculara a militantes del POR con el atraco al Banco de Crédito de Miraflores, ocurrido el 1 de abril de 1962. Este hecho generaría una fuerte represión contra el POR. En este contexto, Moreno tuvo que huir de Perú.
Afines de 1961, se celebró una reunión del SLATO, en Buenos Aires, en la que, por
unanimidad, se aprobó caracterizar al gobierno cubano como "gobierno obrero y campesino", y por mayoría que se trataba de un "Estado obrero en transición", con la oposición de los chilenos, que en ese momento lo caracterizaron como "Estado obrero deformado".
Además de la liquidación del POR peruano, el POR chileno decidió abandonar el SLATO a principios de 1962. Este contexto dio lugar a la disolución del SLATO.
El SWP (EE. UU.), bajo la presión del macartismo, de la ola anticomunista y del declive del movimiento sindical norteamericano, comenzó a adoptar posiciones más a la derecha. Tanto es así que, en marzo de 1957, se pronunció a favor de una reunificación de la Cuarta Internacional. Sin embargo, Gerry Healy, el líder de la sección británica del Comité Internacional (Socialist Labour League - SLL, que, luego, daría lugar al Workers Revolutionary Party) se opuso a la reunificación, sin ninguna discusión sobre las diferencias políticas que habían producido la escisión en 1953.
Otra consecuencia del hecho de que el SWP (EE. UU.) comenzara a adoptar posiciones más derechistas fue, en 1961, la formación de la Revolutionary Tendency (RT) dentro del SWP (EE. UU.), liderada por James Robertson y Tim Wohlforth. Unos años más tarde, ambos dejarían el SWP, saliendo, antes, James Robertson para fundar la Spartacist League y, más tarde, Tim Wohlforth para fundar el Comité Estadounidense de la Cuarta Internacional, organización que mantendría vínculos con la CI-CI.
Ya en la Revolución Húngara de 1956, la dirección del SWP estadounidense comenzaba a mostrar signos de convergencia con la línea política en desarrollo de las organizaciones agrupadas en el SI-CI. La desaparición de la Unión Socialista de América, la filial estadounidense del SI-CI, eliminó una de las barreras para una reunión política. Un acuerdo cada vez mayor con respecto a la guerra de Independencia de Argelia y la Revolución Cubana de 1959 también acercó al SWP y del SI-CI.
Además, dentro del SI-CI, Pablo había perdido gran parte de su influencia política, eliminando otra barrera más para la reunificación. En ese contexto, en 1962, el CI-CI y el SI-CI formaron un Comité Paritario para organizar un Congreso Mundial de las dos facciones.
SI-CI y la dirección del SWP revisaron el principio trotskista básico de que solo una dirección marxista consciente puede garantizar una revolución socialista exitosa. En cambio, argumentaron que los "trotskistas inconscientes" llegarían al poder en los países colonizados, así como dentro de las burocracias estalinistas. Ya no era necesario construir un partido trotskista de masas. Cualquiera que se opusiera a estas concepciones era silenciado o expulsado, rompiendo con el principio leninista básico de la democracia interna del partido.
Por otro lado, la Socialist Labour League, además de rechazar la caracterización de Cuba como un estado obrero, defendió:
1. la teoría leninista del partido como vanguardia de la clase obrera y arma esencial para la organización de la revolución proletaria;
2. la teoría de la revolución permanente, que establece la hegemonía de la clase obrera en las luchas antiimperialistas y democráticas de los países atrasados y su completa independencia de las organizaciones de los nacionalistas burgueses;
3. la Cuarta Internacional como el partido mundial de la revolución socialista.[12][14]

En 1963, el SWP y las secciones más pequeñas de Suiza, Canadá, China y América Latina del CI-CI acordaron reunirse con el SI-CI en el Congreso Mundial que fundó el Secretariado Unificado de la Cuarta Internacional, que tuvo lugar en junio de ese año.
A esto se opusieron, inmediatamente, la Socialist Labour League (SLL) en Gran Bretaña (que, desde 1973, ha sido renombrada como: "Workers Revolutionary Party"), el Parti Communiste Internationaliste (PCI) en Francia y la Revolutionary Tendency (RT) del SWP (EE. UU.) (dirigida por Tim Wohlforth), así como muchos trotskistas ortodoxos en todo el mundo. Esas corrientes, que, en septiembre de 1963, realizaron una reunión para dar continuidad al CI-CI, aún valoraban las lecciones políticas aprendidas de la escisión de 1953. Vieron la decisión del SWP como un abandono de los principios más básicos de la Cuarta Internacional y del trotskismo, y como un intento de congraciarse con el creciente movimiento de protesta de la clase media en los Estados Unidos.
La RT, SLL y PCI argumentaron que el movimiento contra la guerra en los EE. UU. contenía el mismo tipo de personas que los pablistas habían tratado de atraer durante el éxodo masivo de personas de los partidos estalinistas después de las revelaciones de las atrocidades de Stalin en la década de 1950. Llamaron a esto "oportunismo" porque representaba lo que veían como una revisión del marxismo con el fin de atraer nuevos miembros de la clase media en proceso de radicalización.

## Hasta la ruptura con el Partido Comunista Internacional (1963–1971)
Después de la reunificación, algunas de las secciones latinoamericanas del CI-CI abandonaron el CI-CI para unirse al Secretariado Unificado de la IV Internacional, lo que permitió al SWP (EE. UU.) y sus aliados afirmar que la mayoría de las secciones del CI-CI se habían unido al Secretariado Unificado. A los ojos del CI-CI, las secciones latinoamericanas habían adoptado el pablismo y dependían de sus conexiones con el SWP (EE. UU.).
Dentro del SWP (EE. UU.), algunos miembros que habían estudiado el significado de la escisión de 1953 se opusieron a la reunificación. Estos se reunieron alrededor de Tim Wohlforth y James Robertson en la Revolutionary Tendency (RT).
Los seguidores de James Robertson se separaron de los seguidores de Tim Wohlforth, quien mantuvo una estrecha relación con Gerry Healy, líder de la Socialist Labour League - (SLL - Reino Unido), al defender la tesis que el SWP (EE. UU.) no podía salvarse. Con Wohlforth sentando las bases probatorias de las afirmaciones de "deslealtad al partido", los seguidores de James Robertson fueron expulsados del partido y fundaron la Spartacist League, que más tarde daría origen a la International Communist League (Fourth Internationalist) (ICL-FI).
Después de eso, Tim Wohlforth comenzó a dirigir la Reorganized Minority Tendency hasta que, a principios del otoño de 1964, el pequeño grupo de 9 personas también fue expulsado del SWP (EE. UU.). Después de la expulsión, Tim Wohlforth y sus asociados fundaron el American Committee for the Fourth International,, que produjo una publicación bimensual mimeografiada, el Bulletin of International Socialism, lanzada el 24 de septiembre de 1964.
En 1966, tuvo lugar en Inglaterra la "Tercera Conferencia Mundial" del CI-CI. Estuvieron presentes delegados de la Socialist Labour League (SLL - Reino Unido), dirigida por Gerry Healy; del Parti Communiste Internationaliste (PCI) (Francia), dirigido por Pierre Lambert y de la organización griega, dirigida por Loukas Karliaftis, que, en 1964, se había unido al CI-CI. Michel Varga, miembro del PCI, representaba a la Liga Húngara de Socialistas Revolucionarios en el exilio, que él había fundado en 1962. Los dos grupos de los Estados Unidos enviaron delegados: el dirigido por Tim Wohlforth y el dirigido por James Robertson.
Los observadores procedían de un grupo en el África francófona, un pequeño grupo en Alemania que más tarde formó el Bund Sozialistischer Arbeiter (Federación de Trabajadores Socialistas), y personas que habían dejado las secciones del Secretariado Unificado en Sri Lanka y Dinamarca. Los observadores sin derecho a voto provenían de Voix Ouvrière y una tendencia capitalista de estado en Japón.
Un resultado de este Congreso fue la expulsión de la Spartacist League después de que Robertson no asistiera a una sesión de la conferencia. Robertson dijo que esto se debió al agotamiento; el IC argumentó que la supuesta negativa de Roberton a disculparse reflejaba un rechazo a los métodos comunistas, y se le pidió que se fuera. Los espartaquistas pasarían a formar la Tendencia Espartaquista Internacional. El CI-CI ahora afirma que los esparticistas nunca estuvieron interesados en un acuerdo y que deseaban seguir su propia dirección.
Si los esparticistas no deseaban separarse en su propia organización, argumenta ahora el CI-CI, se podría haber resuelto un malentendido en la conferencia. El CI-CI también dice que los esparticistas son nacionalistas en su orientación, se niegan a ser controlados por una organización internacional, además de apoyar las políticas de acción afirmativa, el nacionalismo negro, los regímenes estalinistas y niegan la existencia de la globalización.
A raíz del congreso de 1966, comenzaron a aumentar las presiones entre la SLL (Reino Unido) y el PCI (Francia). El Congreso no intentó presentar al CI-CI como 'la Cuarta Internacional', sino que lo posicionó como una fuerza que defendía lo que veía como la continuidad política del trotskismo y pedía la 'reconstrucción de la Cuarta Internacional'.
El PCI llegó a sentir que la SLL era ultimatista, porque la SLL argumentaba que el programa del CI-CI tenía que ser la base para una mayor organización revolucionaria. Las diferencias del PCI se reflejaron en su apertura al MNA argelino y al Partido Obrero Revolucionario (Bolivia).
A principios de 1967, el PCI cambió su nombre por el de Organisation Communiste Internationaliste (OCI), movimiento que también sugería la mayor modestia de la OCI. En mayo de 1967, la OCI argumentó que el CI-CI no estaba funcionando bien y que las decisiones clave de las conferencias de 1966 "seguían siendo letra muerta". Argumentó: "La SLL ha tenido su propia actividad internacional, al igual que la OCI. Alemania y Europa del Este han seguido siendo los 'cotos de caza privados' de la OCI...".
A fines de la década de 1960, todas las tendencias de extrema izquierda estaban creciendo y el CI-CI no fue una excepción. El aumento de miembros, los vuelos más baratos y el contacto telefónico también permitieron que los contactos en el extranjero se hicieran más regulares. De esta manera, el CI-CI pudo crecer en Sri Lanka. Aparecieron nuevas secciones en Alemania, en 1971, y en Irlanda.

## Hasta la crisis del Workers Revolutionary Party (1971 - 1985)
En 1971, la OCI y sus partidarios abandonaron el CI-CI. Esto reflejó diferencias crecientes, principalmente sobre el apoyo de la OCI al Partido Obrero Revolucionario de España (PORE) y el énfasis de la SLL en la filosofía marxista en la formación de sus nuevos miembros.
Tanto la SLL como la OCI estaban en este punto desarrollando conexiones con los trotskistas en otros países, pero de diferentes maneras.
- La OCI había buscado incorporar al POR boliviano al CI-CI. Además de estos grupos, la OCI estaba ayudando a crear la Liga Húngara de Socialistas Revolucionarios (LRSH) en el exilio dirigida por Michel Varga, un exlíder de los estudiantes durante la Revolución Húngara de 1956 y de la Liga Socialista de los Trabajadores de Alemania (BSA). Por otra parte, el grupo Política Obrera (Argentina) liderado por Jorge Altamira estaba cerca de la OCI. En general, la OCI rechazó el punto de vista estridente de la SLL, importante para educar a los miembros más nuevos sobre los fundamentos filosóficos del marxismo. La OCI abogó por un enfoque más mesurado. Más importante aún, las diferencias sobre el desarrollo real de la revolución, especialmente en América Latina, forzaron la ruptura entre la OCI y la SLL. Casi todo los militantes del CI-CI en América Latina se juntaron a la nueva tendencia internacional pro-OCI, dejando a los partidarios de SLL allí con solo un puñado de miembros, especialmente en Bolivia y Perú. La SLL tomó la mayoría del CI-CI en Grecia, que pasó a construir una organización muy influyente en ese país bajo los coroneles.
- Por otro lado, la SLL buscaba traer nuevas fuerzas al CI-CI que compartieran su enfoque, como la League for a Workers' Republic, en Irlanda, la Revolutionary Communist League, en Sri Lanka, y la Workers League, en los EE. UU. La SLL luchó para hacer del materialismo dialéctico la piedra angular de su enfoque político.

En 1971 la OCI y sus aliados dejarían el CI-CI para formar su propia corriente internacional, que luego se conoció como el Comité Organizador para la Reconstrucción de la Cuarta Internacional (CORCI), a la que, en 1979, se unió la organización argentina liderada por Nahuel Moreno, formando la Cuarta Internacional – Comité Internacional.
La OCI y el CORCI consideraban al CI-CI como una secta política anquilosada incapaz de crecer más allá de su sección 'madre' en el Reino Unido. De hecho, el CORCI superó al CI-CI en crecimiento a partir de entonces. De ese modo, a partir de 1974, un grupo de exmilitantes de la SLL, que ya estaba en proceso de organización, se vinculó a la CORCI y comenzó a publicar el Marxist Bulletin,  por lo que pasó a denominarse: Grupo Boletín. En 1979, los partidarios del CORCI en el Reino Unido fundaron el Socialist Labour Group
Después, la League for a Workers' Republic (Irlanda), también dejó el CI-CI para unirse al CORCI.
Por otro lado, entre el 10 y el 15 de abril de 1972, delegados de ocho países asistieron a la Cuarta Conferencia Mundial del CI-CI.
En 1973, junto con un crecimiento masivo en la membresía y los preparativos para lo que creían que sería una "influencia masiva", la SLL se rebautizó como Workers Revolutionary Party (WRP) y siguió siendo una parte del CI-CI junto con secciones afiliadas en Irlanda, Grecia, Alemania, España, Australia, Estados Unidos, Sri Lanka y Perú.

## Después de la crisis del Workers Revolutionary Party (1985 - presente)
A fines de la década de 1970, el auge revolucionario de las décadas de 1960 y 1970 se había calmado. Cayó la membresía del CI-CI y la dirección del WRP no estaba preparada. Entró en alianzas con líderes nacionalistas en los países subdesarrollados.
Esto despertó la consternación de algunos miembros en todo el CI-CI. El WRP había ganado miembros y prominencia en Gran Bretaña, pero el liderazgo tomó cada vez más su propio camino contra el CI-CI en su conjunto.
En 1982, David North, el secretario nacional de la Workers League (EE. UU.), presentó una crítica detallada de los Estudios sobre materialismo dialéctico de Gerry Healy y su relación con el alejamiento del partido de su eje trotskista. North escribió:
“Durante varios años (en mi opinión, esto comenzó en 1976 y recién comenzó a predominar en 1978), en nombre de la lucha por el materialismo dialéctico y contra el propagandismo, el Comité Internacional se ha alejado constantemente de una lucha por el trotskismo”
[...]
“Una vulgarización del marxismo, tildada de 'lucha por la dialéctica', ha ido acompañada de una inconfundible deriva oportunista dentro del Comité Internacional, especialmente en el WRP…. La defensa marxista de los movimientos de liberación nacional y la lucha contra el imperialismo ha sido interpretada de una manera oportunista de apoyo acrítico a varios regímenes nacionalistas burgueses”.
En respuesta a las críticas de North, en diciembre de 1983, Cliff Slaughter, un líder destacado del WRP, escribió una carta, en la que atacaba a los trotskistas estadounidenses por su "fuerte énfasis en la 'independencia política' de la clase trabajadora".
El 23 de enero de 1984, David North envió una carta fechada a Michael Banda, otro líder destacado del WRP, en la que afirmó que estaba:
“profundamente preocupado por los crecientes signos de una deriva política hacia posiciones políticas bastante similares, tanto en conclusiones como en metodología, a las que históricamente hemos asociado con el pablismo. [...] Más que una perspectiva para la construcción de secciones del Comité Internacional en cada país, el enfoque central del trabajo del CI-CI durante varios años ha sido el desarrollo de alianzas con varios regímenes nacionalistas burgueses y movimientos de liberación. El contenido de estas alianzas ha reflejado cada vez menos una orientación clara hacia el desarrollo de nuestras propias fuerzas como centro de la lucha por establecer el papel dirigente del proletariado en la lucha antiimperialista en los países semicoloniales. Las diversas concepciones adelantadas por el SWP en relación con Cuba y Argelia, que atacamos tan enérgicamente a principios de la década de 1960, aparecen cada vez con mayor frecuencia en nuestra propia prensa”.
En 1985, tras la derrota de la Huelga Minera en Inglaterra, comenzó una crisis dentro del WRP que resultó en divisiones, lo que resultó en el surgimiento de varias organizaciones. Las diversas organizaciones que surgieron del WRP intentaron fundar sus propios CI-CI's, cada uno de los cuales pretendía ser el oficial, pero no rompieron sistemáticamente con sus viejas políticas y no obtuvieron nuevos apoyos internacionales y, por tanto, casi todos se desintegraron.
El 25 de octubre de 1985, la junta directiva del CI-CI aprobó la expulsión de Gerry Healy, dicha resolución decía que:
“[...] esta expulsión es el producto final de su rechazo a los principios trotskistas en los que se basaron estas luchas pasadas y su descenso a las formas más vulgares de oportunismo.
La degeneración política y personal de Healy se puede atribuir claramente a su separación cada vez más explícita de los logros prácticos y organizativos del movimiento trotskista en Gran Bretaña de las luchas históricas e internacionales contra el estalinismo y el revisionismo de las que surgieron estos logros.
En lugar de su pasado interés en los complejos problemas del desarrollo de los cuadros del movimiento trotskista internacional, la práctica (reciente) de Healy se preocupó casi por completo por desarrollar relaciones sin principios con los líderes nacionalistas burgueses y con los reformistas sindicales y del Partido Laborista en Gran Bretaña”."
Esta resolución fue rechazada por las secciones española y griega, que declararon que el Comité Internacional no tenía más autoridad que la de Healy como su “líder fundador histórico”. Motivo por el cual, los representantes de la minoría pro-Healy se retiraron de CI-CI en el día siguiente.
El 16 de diciembre de 1985, la Comisión Internacional de Control de CI-CI presentó su informe provisional, en el que declaró que el WRP había “llevado a cabo una traición histórica al CI-CI y a la clase obrera internacional. Esta traición consistió en el abandono completo de la teoría de la revolución permanente, lo que resultó en la búsqueda de relaciones sin principios con sectores de la burguesía colonial a cambio de dinero”. La resolución señaló que mientras que “el principal arquitecto de estas traiciones fue Gerry Healy, ayudado por Alex Mitchell y Vanessa Redgrave la responsabilidad política por la degeneración nacionalista que permitió que se llevaran a cabo estas prácticas recae en todo el liderazgo del WRP.”. La resolución concluyó:
“Para defender sus principios e integridad, el CI-CI suspende al WRP como sección británica hasta la convocatoria de un Congreso de emergencia del CI-CI a más tardar el 1 de marzo, después del 8º Congreso del WRP”.
En respuesta, el 26 de enero de 1986, el Comité Central del WRP emitió una resolución, que decía que: "el CI-CI no es ni el Partido Mundial ni siquiera el núcleo del Partido Mundial”, y “no puede reclamar autoridad política como dirección internacional. Tampoco las secciones pueden estar subordinadas a una disciplina internacional determinada por el CI-CI”.
El contenido político y práctico de esta resolución fue declarar una escisión con el CI-CI. Por otro lado, parte de los militantes del WRP, abandonaron el WRP para formar el International Communist Party (ICP), que después se llamaría como: Socialist Equality Party que estaría afiliado al CI-CI.
En la actualidad, solo está activo el CI-CI dirigido por David North, líder de lo que entonces se conocía como la Workers League (EE. UU.). North y sus partidarios ganaron la lealtad de la mitad de las secciones nacionales restantes, con la ruptura de las secciones griega, española y peruana y la adhesión de las secciones alemana, australiana y de Sri Lanka, así como una agrupación fraternal en Ecuador.
Anticipándose a un estallido del militarismo estadounidense después del colapso de la URSS, el CI-CI se preparó para una nueva radicalización de la clase trabajadora.
En 1996, el CI-CI decidió que sus secciones nacionales serían nombradas con la expresión equivalente a "Partidos Socialistas por la Igualdad" en los idiomas utilizados en cada país. La elección de esta denominación se dio para reconectar a la clase obrera con el objetivo esencial del movimiento socialista desde sus inicios: la eliminación de la opresión de clase. Puso al CI-CI en oposición directa, no sólo a las terribles desigualdades que se desarrollan dentro de la sociedad contemporánea, sino a todas aquellas tendencias que hacen de la etnia, el género y la orientación sexual el eje de la política.
En 1998, el CICI lanzó el World Socialist Web Site.